# Ebro Foods

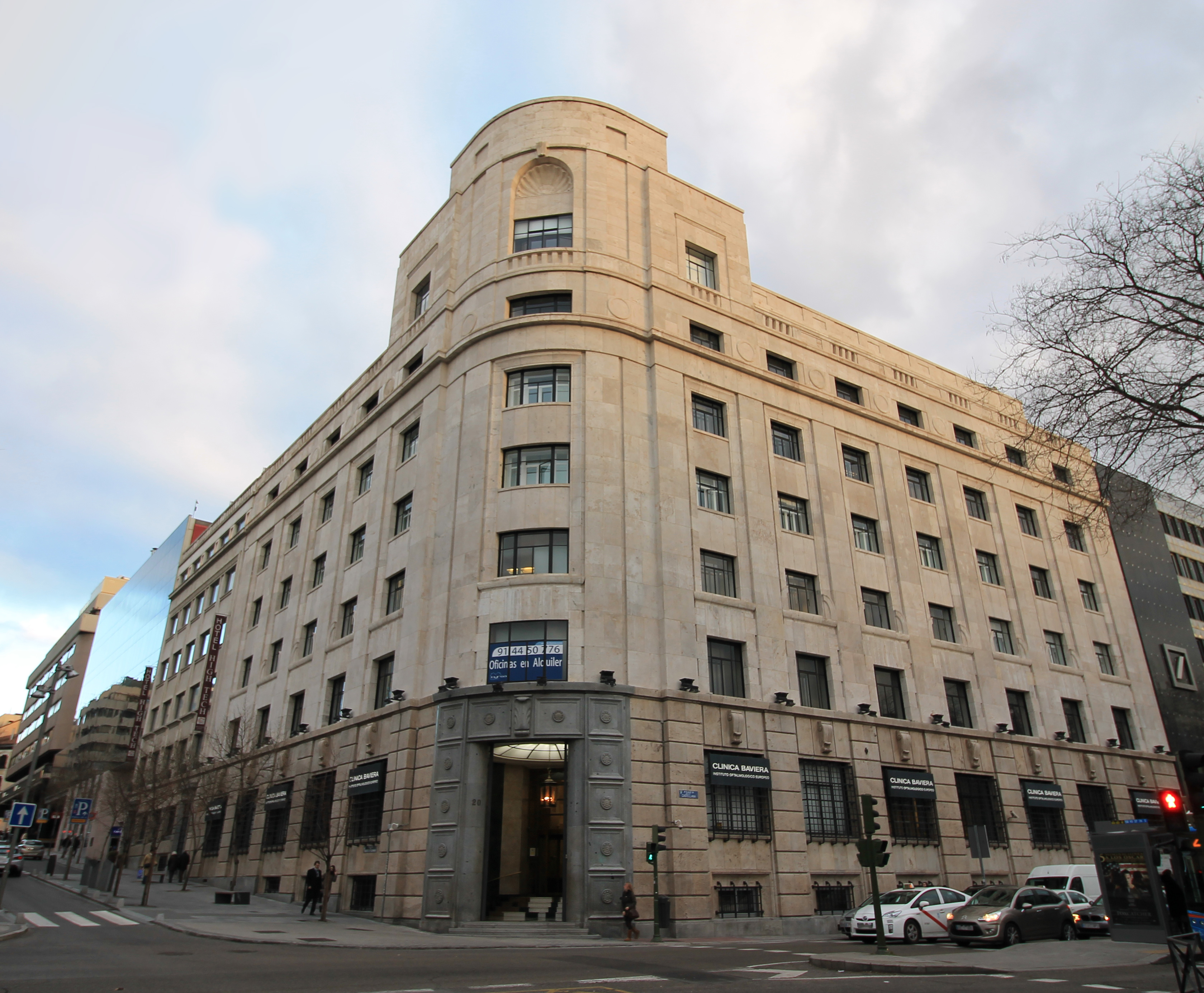
Sede social

Ebro Foods, S.A. (anteriormente Ebro Puleva) es el mayor grupo del sector de la alimentación en España por facturación. Sus principales productos son: arroz, pasta y biotecnología. Ebro Foods es líder mundial en el sector del arroz, el segundo fabricante mundial de pasta. Hasta las ventas de las divisiones correspondientes, era también el primer grupo azucarero de España y la primera compañía en comercialización de productos lácteos de valor añadido en España. La empresa Ebro Foods tiene su sede social en Madrid, España.

## Historia
La compañía surgió en 2000 de la fusión de Azucarera Ebro Agrícolas (azúcar) y Puleva (lácteos). El grupo fue creciendo gracias a la adquisición de Herba (arroces), Riviana (arroz), Panzani (pasta), New World Pasta (pasta) y Minute Rice (arroz). Algunas de las marcas más famosas tanto en España como internacionalmente son: Brillante, La Fallera, la Cigala, Sos, Mahatma, Carolina, Success, Minute, Reis-Fit, Oryza, Bosto (arroces), Panzani, Ronzoni, Catelli, Healthy Harvest, Birkel o  Garofalo (pastas).
Ha ido creando diversas filiales como Dosbio 2010, dedicada a los biocarburantes y tenía una planta de bioetanol en joint venture con Abengoa.
La empresa cotizaba en la Bolsa de Madrid, en el Ibex 35, con el código EBRO. No obstante, el 2 de enero de 2012 entró supermercados DIA y no salió ninguna empresa, por lo que el Ibex pasó a tener 36 valores. Como el índice Ibex se concibió para tener exclusivamente 35 el comité asesor del índice decidió la salida de Ebro Foods, que se produjo el 2 de mayo de 2012.

### Desinversiones
En marzo de 2009 vendió a British Sugar, propiedad de Associated British Foods el negocio del azúcar (Azucarera Ebro). Así mismo en septiembre del mismo año vende a Abengoa su participación en la sociedad Biocarburantes de Castilla y León. Esta fue constituida al 50% por ambas compañías en el año 2000, para el desarrollo de una actividad de biocombustibles a través de la planta de bioetanol de Babilafuente (Salamanca), en funcionamiento desde el año 2006. También vendió su sección de lácteos (Puleva Food) en 2010 a la multinacional francesa Lactalis, propietaria de las marcas Lauki y Président, por 630 millones.
A pesar de esta política de desinversiones, la empresa ha realizado adquisiciones en el sector del arroz, como la división arrocera del Grupo SOS (actualmente Deoleo) en 2010, grupo del que también ha adquirido el 10% de su capital social, en lo que se interpreta como el primer paso hacia un gran grupo alimentario español.

## Presencia internacional
El grupo tiene una destacada presencia tanto en el mercado nacional (España) como en el internacional, que comprende a más de veinte países europeos, Estados Unidos, Asia y el norte de África. En la península su importante industria se localiza en Andalucía, Cataluña, Comunidad Valenciana,  Galicia y Castilla y León. Todo esto convierte al grupo Ebro Foods en la primera multinacional española del sector alimentación.
Los arroces de las marcas Ebro Foods se cultivan en diferentes lugares de Asia, como India, China y Tailandia. En India, el arroz se cultiva en los estados de Uttar Pradesh, Bihar, Madhya Pradesh, Orissa y Tamil Nadu. En China, se cultiva en el sur del país, en las provincias de Guangdong, Guangxi, Hunan, Jiangsu, Sichuan y Yunnan. En Tailandia, el arroz se cultiva en el norte del país, en las provincias de Chiang Rai, Mae Hong Son, Nan, Phayao, Phrae, Tak y Uttaradit. También se cultivan en la zona de El Gharb en Marruecos.

## Marcas del grupo
- SOS
- Brillante
- La Fallera
- La Cigala
- Arroz Rocío
- Minute
- Arroz Mahatma
- Success
- Carolina
- Taureau Ailé
- Gourmet Hoose
- Water Maid
- River
- Sello Rojo
- Double Phoenix
- Peacock
- Sunrich
- Chinatown
- Bosto
- Boss
- Oryza
- Reis-fit
- Ris-fix
- Casi
- Riceland
- Risella
- Lassie
- Blue Ribbon
- Adolphus
- Comet Rice
- Saludaes
- Abu Bint
- El Mago
- Miura
- Lustucru
- Ronzoni
- Catelli
- American Beauty
- Creamette
- Skinner
- Prince
- Lancia
- Splendor
- San Giorgio
- P&R
- Light 'n' Fluffy
- Birkel
- 3 Glocken
- Mowe
- Schüle Gold
- Minuto Birkel
- Nudel up Birkel
- Arotz
- Garofalo

## Accionariado
En septiembre de 2019, sus principales accionistas eran:
| Accionista                        | Sociedad                                              | Participación | Desglose                        | Participación |
| --------------------------------- | ----------------------------------------------------- | ------------- | ------------------------------- | ------------- |
| Familia Hernández                 | Ver Desglose                                          | 15,721%       | Hercalianz Investing Group, S.L | 7,961%        |
| Familia Hernández                 | Ver Desglose                                          | 15,721%       | Grupo Tradifín, S.L             | 7,961%        |
| Gobierno de España                | SEPI                                                  | 10,360%       | Alimentos y Aceites, S.A.       | 10,360%       |
| Damm                              | Sociedad Anónima Damm                                 | 11,686%       |                                 |               |
| Familia March                     | Corporación Financiera Alba                           | 14,004%       | Alba Participaciones, S.A.      | 14,004        |
| Familia del Pino Calvo Sotelo     | Lolland, S.A.                                         | 6,158%        | Casa Grande de Cartagena, S.L.  | 6,158%        |
| Familia Gómez-Trénor              | Empresas Comerciales e Industriales Valencianas, S.L. | 7,827%        |                                 |               |
| José Ignacio Comenge Sánchez-Real | José Ignacio Comenge Sánchez-Real                     | 3,765%        |                                 |               |
| Artemis Investment Management LLP | Artemis Investment Management LLP                     | 3,010%        |                                 |               |

## Participaciones
Ebro Foods, S.A. no participa en ninguna sociedad cotizada.

## Administración

### Consejo de administración[14]
Algunos de sus miembros más veteranos a septiembre de 2019 son:
| Cargo          | Denominación                      |
| -------------- | --------------------------------- |
| Presidente     | Antonio Hernández Callejas        |
| Vicepresidente | Demetrio Carceller Arce           |
| Consejero      | Félix Hernández Callejas          |
| Consejero      | Fernando Castelló Clemente        |
| Consejero      | José Ignacio Comenge Sánchez-Real |
| Consejera      | Mª Blanca Hernández Rodríguez     |
| Consejera      | Doña Belén Barreiro Pérez-Pardo   |
| Consejera      | Meritxell Batet Lamaña            |